# Platygaster ornata
Platygaster ornata är en stekelart som beskrevs av Jean-Jacques Kieffer 1906. Platygaster ornata ingår i släktet Platygaster och familjen gallmyggesteklar. Inga underarter finns listade i Catalogue of Life.